# Sessiluncus abalaae
Sessiluncus abalaae är en spindeldjursart som beskrevs av T.K. Datta och Bhattacharjee 1991. Sessiluncus abalaae ingår i släktet Sessiluncus och familjen Ologamasidae. Inga underarter finns listade i Catalogue of Life.